# Ана Дабовић
Ана Дабовић (Херцег-Нови, 18. август 1989) је српска кошаркашица и државна репрезентативка. Висока је 183 cm и игра на позицији бека шутера.
Њена сестра Милица је такође била репрезентативка Србије у кошарци, и капитен националног тима.

## Клупска каријера
Каријеру је почела у родном Херцег Новом, да би се на кратко преселила у албански Фљамуртари. Вратила се у Херцег Нови 2008, да би сезону касније отишла у грчки Арис. Наставила је да се сели, прешла у Динамо из Новосибирска где је провела једну сезону, затим је играла за пољску Вислу и турску ТЕД Анкару.
Сезоне 2013/14. играла је за Динамо из Москве, а сезону 2014/15. је почела у турском Орманспору. У фебруару 2015. сели се у најјачу лигу на свету WNBA, где потписује за екипу Лос Анђелес спаркса. Ана Дабовић је друга српска кошаркашица у историји која је освојила титулу шампиона америчке WNBA лиге (за сезону 2016) играјући за Лос Анђелес спарксе.

## Репрезентација
Стандардан је члан женске кошаркашке репрезентације Србије. Званично је проглашена за најбољу играчицу (МВП) првенства Европе у Мађарској и Румунији 2015.
Дабовићева је у финалу постигла 25 поена и заједно са Соњом Петровић предводила Србију до титуле првака Европе, просечно је бележила 14,7 поена по мечу и 3,2 асистенције. Дабовићева је била срце женске кошаркашке репрезентације Србије која је остварила свој највећи успех икада освајањем златне медаље на Европском првенству играном у Мађарској и Румунији 2015. Победом против Француске у финалу у Будимпешти – 76:68 (15:22, 18:10, 20:17, 23:19) приграбљена је не само прва медаља за Србију као самосталну државу него и прво злато у читавој историји наше женске кошарке. Уједно је обезбеђен и директан пласман на Олимпијске игре 2016. у Рију.
Својом игром, али и залагањем на терену Дабовићева је освојила симпатије многих у Србији. Ана Дабовић и Соња Петровић уједно су изабране у најбољу петорку на Европском првенству 2015. Остале чланице идеалне поставе су Алба Торенс из Шпаније и Сандра Груда и Селин Думер из Француске.
Са репрезентацијом Србије освојила је златну медаљу на Европском првенству 2021. године одржаном у Француској и Шпанији.

## Награде
- Српска кошаркашица године: 2015.[8]